# Destinée (chanson)
Pour les articles homonymes, voir Destinée.
Destinée est une chanson française, interprétée par Guy Marchand, écrite par Philippe Adler et Guy Marchand, et composée par Vladimir Cosma.
Elle a initialement été créée pour le film Les Sous-doués en vacances de Claude Zidi, sorti en 1982,  elle a également été utilisée la même année dans le film Le père Noël est une ordure lors d'une scène de slow entre Pierre Mortez (Thierry Lhermitte) et Katia (Christian Clavier),.

## Genèse
Dans Les Sous-doués en vacances, deux personnages, Memphis (joué par Guy Marchand) et l'inventeur du love computer (joué par Jean-Paul Farré), sont montrés en train de composer la chanson. Dans la scène, la musique est déjà terminée et les paroles restent encore à écrire. Chaque version est testée sur des cobayes grâce au love computer. Une version propose les paroles « Désespoir, je vois tout en noir, il va pleuvoir », une autre « Sur la plage, j'irai te chercher des coquillages ». Finalement la version qui obtient le plus de succès est celle dont les paroles sont : « Destinée, on était tous les deux destinés ». Une version japonaise figure également dans le film, dont l'autrice fictive est l'assistante personnelle de Memphis, Claudine (jouée par Grace de Capitani).
Le 22 mai 2011, Guy Marchand, alors invité de l'émission C'est quoi ce bordel ? sur Europe 1, révèle que la musique de cette chanson a été composée en reprenant les notes de la chanson L'Été indien de Joe Dassin à l'envers,. Pour les besoins du film Les Sous-doués en vacances, Guy Marchand voulait une chanson à contre-courant des slows de l'époque. C'est pour cela que L'Été indien, sorti sept ans plus tôt, a été à l'origine de la mélodie de Destinée. Cosma et Marchand pensaient ainsi composer une chanson à la fois ringarde et humoristique qui ne servirait qu'à illustrer le film. Ils étaient loin d'imaginer qu'ils avaient écrit un tube et qu'il allait être associé à Guy Marchand : une frustration pour le chanteur, interprète de plusieurs autres chansons composées avec moins de désinvolture.
Peu après la sortie de la chanson, Jean-Marie Poiré réalise Le père Noël est une ordure. Pour illustrer le slow entre Pierre Mortez (Thierry Lhermitte) et Katia (Christian Clavier), il pense utiliser une chanson de Julio Iglesias, qui est le chanteur préféré du personnage de Zézette (Marie-Anne Chazel). Mais il n'obtient pas les droits et Vladimir Cosma le convainc, avec l'accord de Guy Marchand et de Claude Zidi, d'utiliser Destinée.